# Pi1 Cygni
Azelfafage eller Pi1 Cygni (π1 Cygni, förkortat Pi1 Cyg, π1 Cyg)  som är stjärnans Bayerbeteckning, är en dubbelstjärna belägen i den nordöstra delen av stjärnbilden Svanen (stjärnbild). Den har en kombinerad skenbar magnitud på 4,66 och är synlig för blotta ögat där ljusföroreningar ej förekommer. Baserat på parallaxmätning inom Hipparcosuppdraget på ca 1,9 mas, beräknas den befinna sig på ett avstånd på ca 1 700 ljusår (ca 530 parsek) från solen.

## Nomenklatur
Pi1 Cygni har det traditionella namnet Azelfafage, som kommer från det arabiska ظلف الفرس Dhilf al-faras som betyder "hästen spår" eller (förmodligen) ذيل الدجاجة Dhail al-dajājah som betyder "hönans stjärt". År 2016 organiserade Internationella astronomiska unionen en arbetsgrupp för stjärnnamn (WGSN) med uppgift att katalogisera och standardisera riktiga namn för stjärnor. WGSN fastställde namnet Azelfafage för denna stjärna den 12 september 2016 vilket nu är inskrivet i IAU:s Catalog of Star Names.

## Egenskaper
Primärstjärnan Pi1 Cygni A är en blå till vit underjättestjärna av spektralklass B3 IV. Den har en massa som är ca 10 gånger större än solens massa, en radie som är ca 5,6 gånger större än solens och utsänder från dess fotosfär ca 16 500 gånger mera energi än solen vid en effektiv temperatur på ca 18 400 K.
Pi1 Cygni är en enkelsidig spektroskopisk dubbelstjärna med en nästan cirkulär omloppsbana, med en period på bara 26,33 dygn. Den är endast ca 25 miljoner år gammal och roterar med en projicerad rotationshastighet på 55 km/s.